# Hiéroglyphe égyptien D1

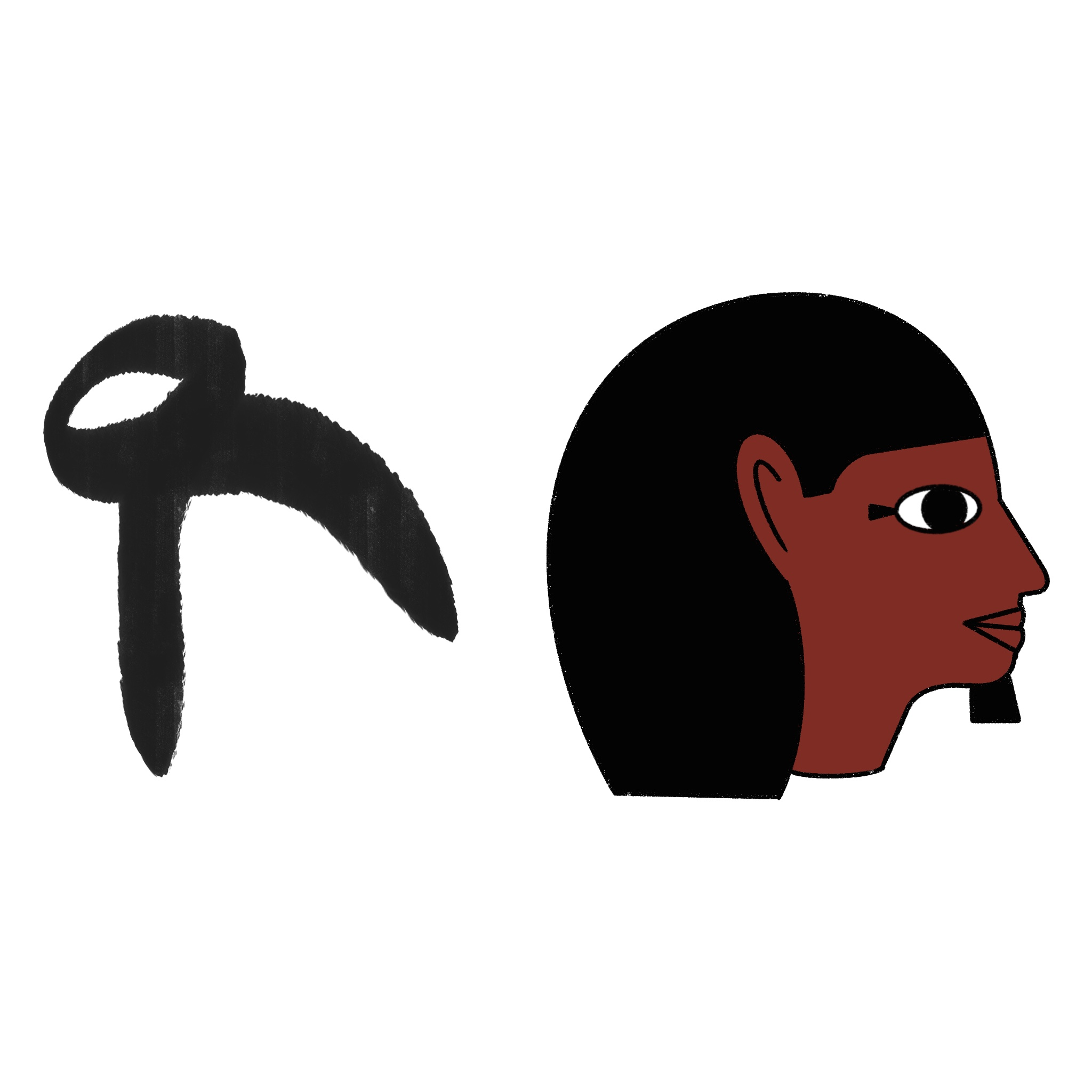
Version hiératique et hiéroglyphique

Le hiéroglyphe égyptien D1 (tête de profil) est classifié dans la section D « Parties du corps humain » de la liste de Gardiner ; cet hiéroglyphe y est noté D1.

## Représentation
Il représente la tête d'un homme barbu de profil. Il a longtemps été lu tp mais est aujourd'hui translittéré dp ou ḏȝḏȝ(?).

## Utilisation
C'est un phonogramme bilitère de valeur dp.
C'est un idéogramme du terme dp (ou peut être ḏȝḏȝ dans certains cas) « tête, chef, extrémité, condyle, exemple, le meilleur de ».
| D1 · p · Z4 |

| D1 · p · Z4 |

C'est un déterminatif du champ lexical de la tête, peut être avec le concept d'étrangler
| g | wA | A | D1 · D4 |

| g | wA | A | D1 · D4 |

primauté.
| D19 |

| D19 |

l'alphabet protosinaïtique pour le caractère d'où dérive la lettre R de l'alphabet latin.

## Exemples de mots
| M16 | A | D1 |

| M16 | A | D1 |

| d · h | n · t | D1 · O39 |

| d · h | n · t | D1 · O39 |

| D · n | n · t · D1 |

| D · n | n · t · D1 |